# Jumi Obeová
Jumi Obeová (japonsky 大部 由美, * 15. února 1975 Sakaiminato) je bývalá japonská fotbalistka.

## Reprezentační kariéra
Za japonskou reprezentaci v letech 1991 až 2004 odehrála 85 reprezentačních utkání. Byla členkou japonské reprezentace i na Mistrovství světa ve fotbale žen 1991, 1995, 2003, Letních olympijských hrách 1996 a 2004.

## Statistiky
| Japonsko | Japonsko | Japonsko |
| Roky     | Záp.     | Góly     |
| -------- | -------- | -------- |
| 1991     | 1        | 0        |
| 1992     | 0        | 0        |
| 1993     | 2        | 0        |
| 1994     | 0        | 0        |
| 1995     | 10       | 1        |
| 1996     | 10       | 1        |
| 1997     | 4        | 0        |
| 1998     | 5        | 0        |
| 1999     | 6        | 2        |
| 2000     | 6        | 1        |
| 2001     | 12       | 1        |
| 2002     | 10       | 0        |
| 2003     | 15       | 0        |
| 2004     | 4        | 0        |
| Celkem   | 85       | 6        |

## Úspěchy

### Reprezentační
- Mistrovství Asie:  1995, 2001;  1993, 1997